# بوب ويلسون (لاعب كرة قدم مواليد 1943)
روبرت جون ويلسون (بالإنجليزية: Bob Wilson)‏ (23 مايو 1943 - أكتوبر 2020)، كان لاعب كرة قدم إنجليزي محترف.

## مرتبة الشرف
- الفائز بكأس ويلز : 2

1965 ، 1967